# Japans geografi

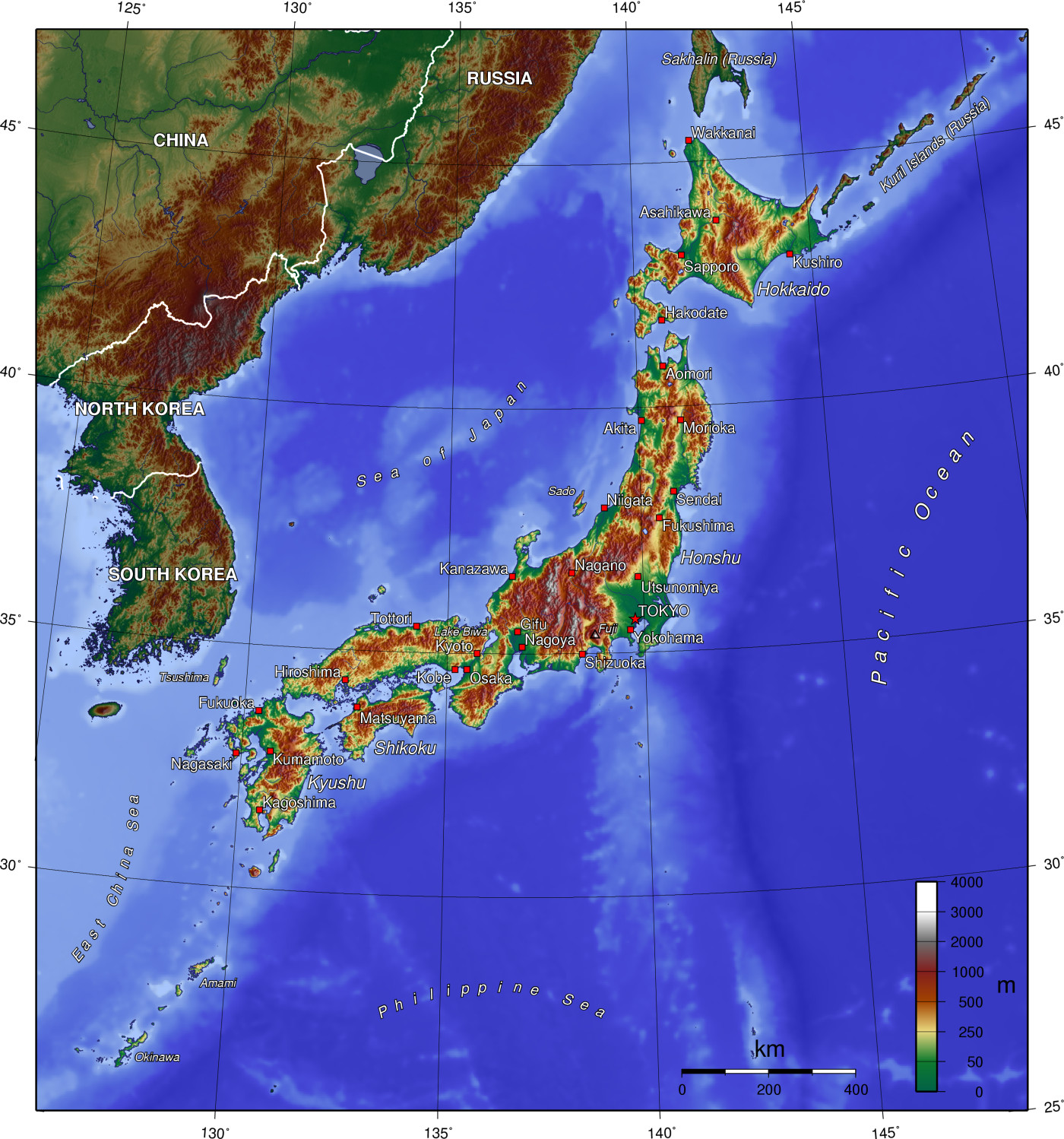
Topografisk karta över Japan.

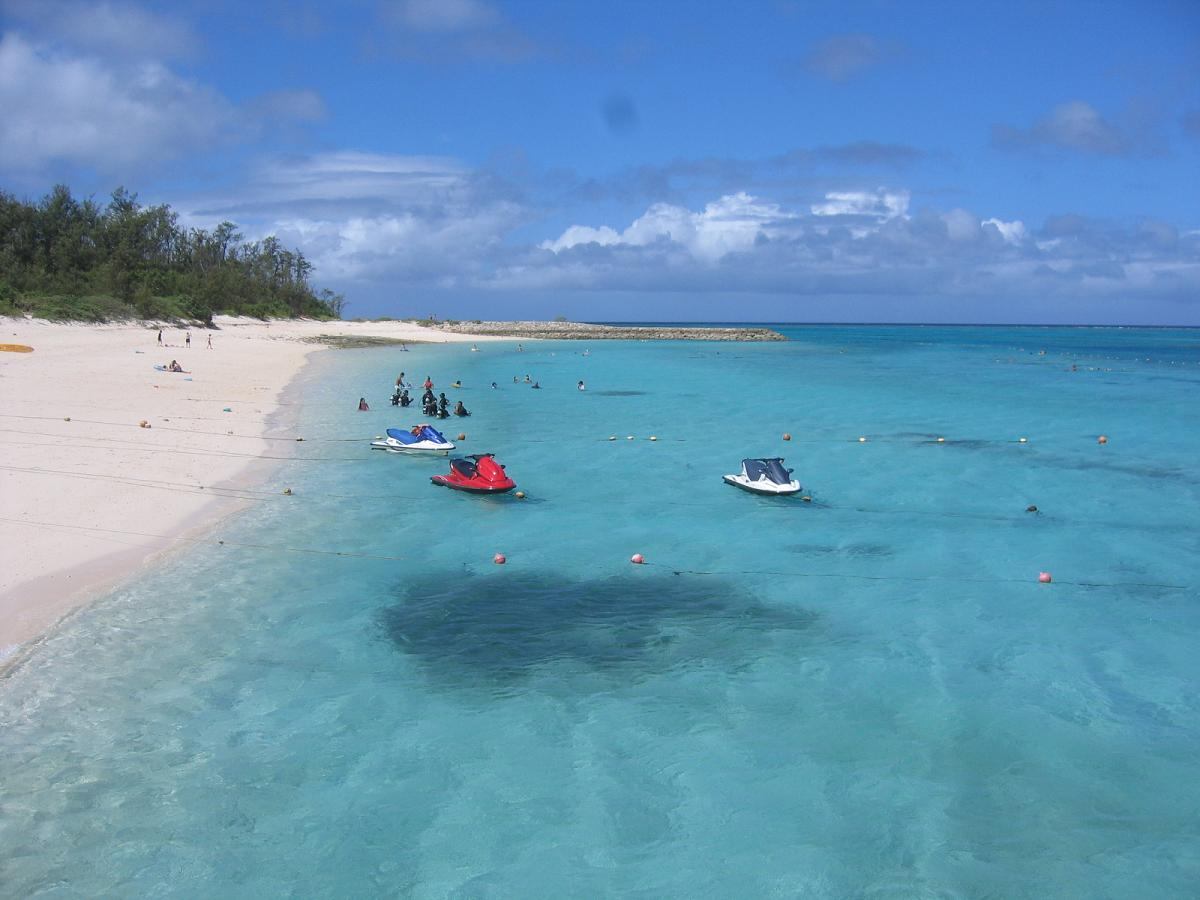
Strand på Okinawa.

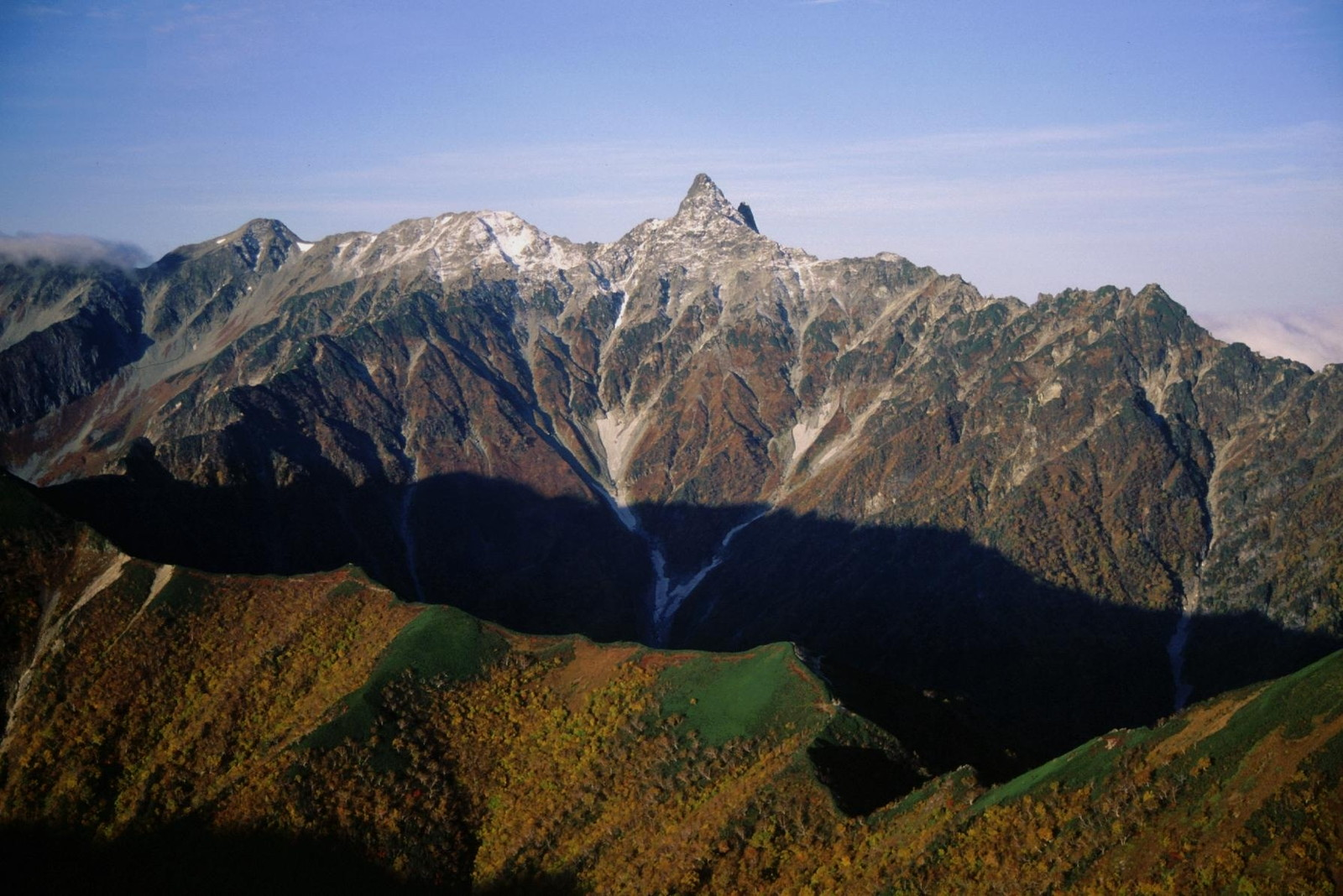
Yariberget i de japanska alperna.

Japans geografi präglas av den stora mängden berg, varav många är för branta för att bebyggas. 73 procent av landets yta täcks av berg. Landet är en ö-nation, bestående av de fem stora öarna Hokkaido, Honshu, Shikoku, Kyushu och Okinawa, med mer än 6 500 mindre öar.

## Natur
Japans natur består mest av berg och skog. Ungefär 73 procent av landets yta täcks av berg, vilket lämnar lite utrymme till befolkningen. Det högsta berget är Fuji, som är 3 776 meter högt. Fuji är en aktiv stratovulkan, en av många i Japan. Ungefär 10 procent av världens vulkaner finns i Japan.
De japanska alperna är en bergskedja som delar västra Japan från östra.
Ryukyuöarna ligger nära ekvatorn och uppvisar helt andra naturtyper.
Japans största sjö är Biwasjön, som också är en av världens äldsta insjöar och under fyra miljoner år har utvecklat ett särpräglat ekosystem.
Jordbävningar är vanliga i Japan, som ligger på gränsen mellan tre tektoniska plattor. Japan drabbas varje år av ungefär 1 500 jordbävningar. Små jordbävningar, som inte orsakar någon skada, sker dagligen.
Bland de mest förödande jordbävningarna märks den stora Kanto-jordbävningen, jordbävningen i Kobe 1995 och jordbävningen vid Tohoku 2011. Tsunamivågor är också vanligt förekommande, de brukar uppstå efter en jordbävning. Vid jordbävningen vid Tohoku 2011 var det tsunamin som var mycket mer förödande än skalvet. Landet drabbas också årligen av tyfoner.

### Öar
Japan är en önation som består av fem större öar och 6 847 mindre.
De fyra största är:
- Honshu huvudön, där bland annat Tokyo ligger.
- Hokkaido den nordligaste ön av de fyra största.
- Kyushu den sydligaste.
- Shikoku den näst minsta av de fyra. Ön ligger mellan Honshu och Kyushu.
- Okinawa den minsta av de fyra och mest södra ön.

## Klimat
Japans klimat är mycket varierande från norr, med mycket kallt klimat och till söder, med subtropiskt klimat. Generellt är dock klimatet mycket fuktigt och monsunliknande. Landet ligger i den tempererade klimatzonen med fyra distinkta årstider. Japan drabbas varje år av tyfoner. Norra Japan har måttligt varma somrar, men långa, kalla vintrar med tung snö. Centrala Japan har varma, fuktiga somrar och måttlig till korta vintrar med vissa områden som har mycket tung snö, och sydvästra Japan har långa, varma, fuktiga somrar och milda vintrar.[källa behövs]

## Växt- och djurliv

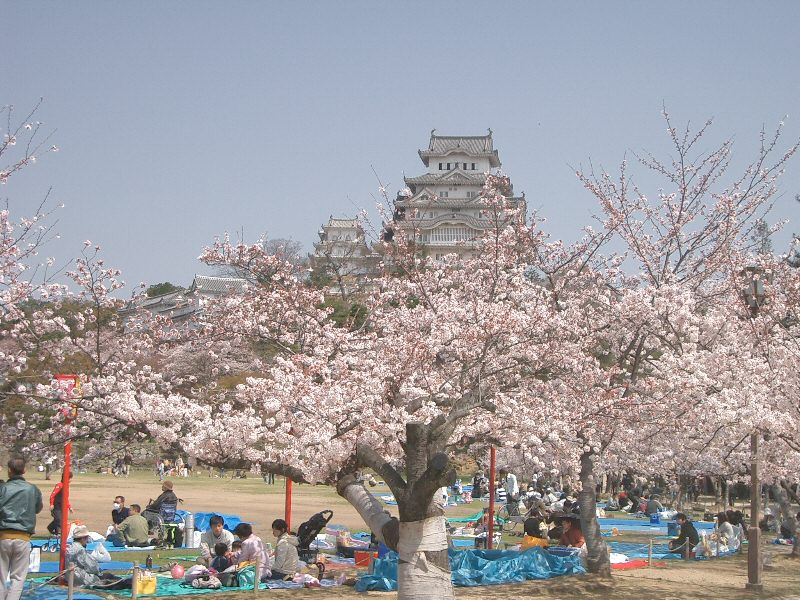
Sakuraträd i Japan.

### Förhistoria
Japan har under tidigare geologiska tidsåldrar haft landförbindelse med både nuvarande Ryssland via ön Sachalin och Koreahalvön. Förbindelsen mellan Japan och Koreahalvön bröts inte förrän under den senaste istiden. Både djur och växter är därför till relativt stor del nära släkt med arter på den asiatiska kontinenten, även om de är endemiska för Japan. Som exempel kan nämnas att stora trädslag såsom gran, tall, björk, viden, al, bok, ek och poppel finns representerade med olika arter. En del av dessa som till exempel blåskatan (Cyanopica cyanus) har tidigare haft en vid utbredning i Asien men trängdes efterhand ut i sina randområden av klimatförändringarna och finns i dag i vissa delar av Europa och östra Asien.

### Historia
Europas tidigaste kontakter med Japan präglades av en mycket restriktiv inställning från japanernas sida. Under sent 1600-tal bedrev Nederländerna en viss handel med Japan, men de nederländska köpmännen hölls isolerade på ön Dejima i Nagasakis hamn. Lite var därför känt om både den japanska kulturen och naturen i västerlandet under denna tid. Bland de västerlänningar som småningom kom att sprida kunskapen om Japans flora, märks Linnés lärjunge Carl Peter Thunberg. Han tjänstgjorde som läkare vid den nederländska ambassaden på den slutna ön utanför Nagasaki, och kunde trots starkt begränsad rörlighet, under förevändningen att samla in medicinalväxter, utforska den japanska floran. Resultatet publicerades i hans berömda standardverk, Flora Japonica, som beskriver och namnger cirka 800 arter. Hans efterlämnade samlingar visar att 500 av dem var tidigare okända arter.
Till de träd som väckte uppmärksamhet i västerlandet var det i Japan viktiga timmerträdet Sugi, Cryptomeria, som upptäckes av Cunningham i början av 1700-talet och snart blev på modet i europeiska trädgårdar.

### Vegetation
Trots landets höga befolkningstäthet och höga efterfrågan på mark täcker skogen i Japan 2/3 av landets yta. Detta beror på att dessa skogar växer i bergstrakter av sådan topografi att risodling och bebyggelse i någon större omfattning inte kan bli aktuell; bergen är helt enkelt för branta. Skogen är också en värdefull råvara för husbyggnad, särskilt av den traditionella japanska stilen med mycket trä, och har följaktligen brukats ganska omfattande genom hela landets historia. I dag bedrivs skogsbruk på 90 procent av skogsarealen. Den återstående tiondelen är troligtvis av avgörande betydelse för att binda upp vattenflöden vid de ihärdiga regnen och därmed undvika översvämningar i de lägre delarna av landet. Det är förstås inte så ädla skäl som omtanke för andra områden som hindrat en vidare exploatering, utan främst den bristande lönsamheten i att bedriva skogsbruk i dessa otillgängliga trakter. För att möta konsumtionen importerar Japan i stället mycket timmer, främst från Sydostasien och då särskilt från Indonesien och Malaysia.
Det finns återplanteringsprogram för skogen och den återplanteras främst med barrträd. Det viktigaste virkesträdet är som nämnts Sugi, Cryptomeria japonica, som behöver god vattentillgång för att växa snabbt. Det är dock främst statliga skogar som återplanteras vilket gör att en stor andel av skogen är självsådd, ganska blandad, lövskog. De privatägda markerna är uppdelade mellan ett stort antal små skogsägare, vilket också bidrar till att skogsbruket blir mindre effektivt. Utmärkande för de japanska skogarna i jämförelse med de svenska är den stora variationen med många olika trädarter.
De japanska skogsområdena omfattar subtropisk skog, tempererad skog och barrskog, där den senare finns i de högst belägna och nordligaste trakterna medan de subtropiska finns i lågläntare delar i söder.
I de täta lövskogarna är marken alltid skuggad så snart löven slagit ut på träden, markvegetationen består därför mest av tidiga vårblommor som sippor och skuggtåligare växter som vissa ormbunkar och pioner. Till dessa skuggväxande växter hör också ett helt släkte kallaväxter, Arisaema. Dessa anses mycket vackra och har på grund av sin skönhet skövlats i stor omfattning och de är i dag akut hotade. I de subtropiska skogarna, som är ständigt gröna finns även klätterväxter, till exempel lianer som kan växa sig lika höga som träden och breda ut sig i krontaket.
För de flesta japaner är dock allemansrätten något man har ganska litet av. Den svenska allemansrätten är långt borta; privata skogar, som utgör huvuddelen av skogsarealen är totalt förbjudet område. Även skogsområden som inte är avlysta av den anledningen är okända för gemene man, då de omsusas av mycken mystik och sägner om att man kan bli kamikakushi (kvarhållen av andliga väsen) i skogarnas mörker. Som en följd av detta, saknar japanska skogar därför till största delen stigar. En annan sak är att den ofta höga och frodiga växtligheten också gör skogarna betydligt mer tätbevuxna och mörka än sina svenska motsvarigheter. Detta gäller också skogarna i de norra och mellersta delarna av landet, den förhållandevis "nordiska" artsammansättningen till trots. Friluftslivet företes i första hand i anslutning till vattendrag och på senare år har det blivit allt populärare att vandra sig upp i bergen, både till fots på sommaren och på skidor på vintern.
Trädgårdar har växter med iögonenfallande blommor inte en lika framträdande roll, det handlar mer om form och trädväxter. Detta ställs på sin spets i bonsai, där man odlar små långsamväxande träd av vanliga skogssorter som tall och en i krukor och vårdas pretentiöst under lång tid för att växa på ett vackert sätt. Och så finns förstås körsbärsträd, själva sinnebilden för det blomstrande Japan, som numer främst finns odlade i varianter som är framtagna med tanke på sina fina blommor snarare än frukterna. Det är en stor folkfest att betrakta den korta körsbärsblomningen, människor vallfärdar i mängder till de vackraste planteringarna under blomningen det är allmän folkfest och ses som vårens ankomst. Det finns dock kvar en del körsbärsträd i skogarna och även de vilda körsbärsträden skall vara en stor fägring för ögat.

### Djur

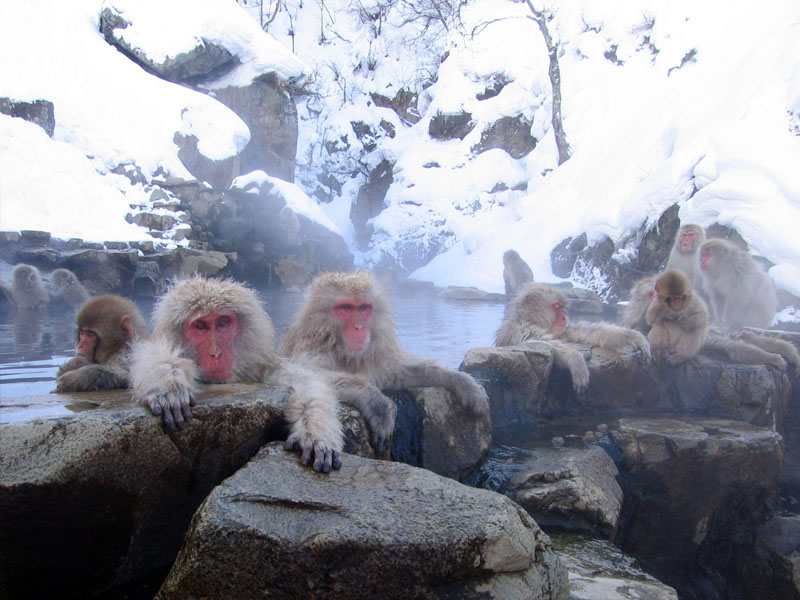
Japansk makak är den nordligaste primatarten förutom människan.

Den japanska jättesalamandern, Andrias japonicus, är världens näst största groddjur och kan bli bortåt 1,5 meter lång och väga runt 20 kilo. Den har tillsammans med sina två andra familjemedlemmar egenheten att sakna gälar. Den är nattaktiv och lever uteslutande i syrerika strömmande vatten, där den tar upp vattnets syre direkt genom huden. Den kan bli upp mot 60 år gammal och köttet anses som en delikatess. Jakt och miljögifter har lett till att arten nu tyvärr är utrotningshotad.

#### Däggdjur
Bortsett från havslevande arter, flygande arter som besöker Japan tillfällig och av människan införda arter lever 63 olika däggdjursarter på öarna. De flesta däggdjur som förekommer på landets stora öar hittas även på det asiatiska fastlandet. På Ryukyuöarna och på andra mindre öar lever flera endemiska arter.
Ett av de däggdjur man ser oftast i Japan är vesslor. Vesslor är vanliga trafikoffer och kan därför ofta hittas döda vid vägkanten.
Ett annat vanligt djur i skogarna är den japanska mårdhunden, tanukin Nyctereutes procyonoides viverrinus, som finns över hela landet. Den är ett hunddjur, men äter trots det mest växter och insekter och är nattaktiv, den ses alltså sällan dagtid. I norra delarna av landet går den i ide över vintern. På Hokkaido kan man också stöta på den ovanligare underarten Nyctereutes procyonoides albus. Stammen har gått tillbaka något på grund av att den trängs undan av civilisationen och drabbas av rabies. Tanukin har alltid varit ett uppskattat inslag i japansk populärkultur.
Seroven (Kamoshika, lat. Nemorhaedus crispus), är ett getliknande djur som lever i skogarna på bergssluttningar på 1 500 till 2 500 meters höjd. Den var tidigare hotad av okontrollerad jakt, men är i dag fredad och anses inte längre vara hotad, trots att arten är endemisk i Japan. Den för en ganska diskret tillvaro, är främst framme och äter under gryning och skymning. Däremellan håller den sig dold i bergen och då helst i grottor. Serover har ett mycket gott luktsinne och en lika god hörsel, de ger ifrån sig högljudda varningsljud när de upptäcker någon fara.
En annan av Japans kända karaktärsarter är den karismatiska och omtyckta japanska makaken (Macaca fuscata). Det är världens nordligast levande apa och finns över hela Japan undantaget Hokkaido. Den håller till i skogarna från kusten och upp i bergen till 1 500 meters höjd och har tjock päls för att klara det kalla klimatet. Det är en uppfinningsrik apa som utvecklat olika födkrokar och äter växter, insekter, alger och havsdjur. Den har blivit mycket studerad för sitt komplicerade sociala beteende. Mest känd har den blivit för att den på vissa håll söker sig till varma källor för ett varmt bad.
De subtropiska skogarna i de södra delarna av landet visar upp den största artrikedomen även av djur, däribland flygekorrar, flyghundar och dugonger.

#### Fåglar
Fågellivet är relativt artrikt med cirka 600 arter, varav 18 är endemiska. Jättefiskuv (Ketupa blakistoni) är en udda fågel som spelat en lite större roll för ainufolket, den var nämligen helig för dem. Det är en uggla som specialiserat sig på fisk och kräftor, fisken slås i vattnet från luften och kräftorna tas genom att den vadar runt på grunt vatten.
De japanska tranorna (Grus japonensis) vördas även av andra japaner. Båda dessa fåglar är i dag mycket ovanliga och hotade av utrotning i Japan, fiskugglan av miljöföroreningar och tranan av att de sumpmarker där de häckar dikas ut för jordbruk eller bebyggelse. Ingen av dessa arter är endemisk, men läget för dem är kritiskt.
Sångglasögonfågeln (Zosterope japonicus), är en karaktärsfågel i det japanska landskapet. Det är en liten tätting som lever främst i bergen under sommaren, men ses, framför allt under vintern, när den kommer ner till låglänta trakter och är en flitig gäst på de japanska fågelborden. Den lever på en blandad föda av insekter, bär, frukter och nektar. Det är vanligt att man sätter ut mat på fågelbord i Japan, den föda som föredras av flest arter är frukt.

#### Jakt
Det är vanligt med jakt på vilda djur i de japanska skogarna, även om flera av de tidigare vanliga jaktbytena som Seroven, räv och fasan numera är helt eller delvis fredade. Mårdhunden jagas dock fortfarande för pälsens skull, cirka 70 000 djur nedläggs årligen. Vildsvinet är också ett vanligt jaktbyte.

#### Utrotningshotade djur
Japan har världen över gjort sig känt för att idogt idka valfångst, trots internationella protester och förbudet från 1986. Flera av de stora valarna som lever i de grundare delarna av haven runt Japan är nära utrotning, någonting som inte ses som ett problem i Japan. Tvärtom har man, sedan de stora valarna minskat i antal, övergått till att jaga val ute på djupare vatten, bortanför de japanska kusterna. Att valarna blir alltmer sällsynta ses däremot som ett problem i väst. Miljöorganisationen Greenpeace hävdar att Japan köper andra länders röster i valfångstfrågan. Greenpeace har skrivit till Sveriges regering, och bett dem att offentligt ifrågasätta Japans påstådda rösthandel, samt att åtaga sig att gå emot Japans rösthandel tillsammans med andra länder som är motståndare till valjakt.
Japan har även utöver detta, skapat sig ett dåligt rykte genom att inte säga sig värna om utrotningshotade djurarter, och då i synnerhet djurarter utanför de egna gränserna. Japan är världens största importör av mysk, olika sköldpaddsprodukter, elfenben (till hanko) och är även en stor importör av alligator- och varanskinn.

### Fotnoter
1. 1 2  ”離島とは(島の基礎知識) (what is a remote island?)” (på Japanese) (website). MLIT (Ministry of Land, Infrastructure, Transport and Tourism). Ministry of Land, Infrastructure, Transport and Tourism. 22 August 2015. Arkiverad från originalet den 2007-07-13. https://web.archive.org/web/20071113053915/http://www.mlit.go.jp/crd/chirit/ritoutoha.html. Läst 9 augusti 2019.  ”MILT classification 6,852 islands（main islands: 5 islands, remote islands: 6,847 islands)” Arkiverad 13 november 2007 hämtat från the Wayback Machine. ”Arkiverade kopian”. Arkiverad från originalet den 13 november 2007. https://web.archive.org/web/20071113053915/http://www.mlit.go.jp/crd/chirit/ritoutoha.html. Läst 14 augusti 2019.
2. ↑  ”Profile of Lake Biwa”. Environmental Policy Division, Department of Lake Biwa and Environment, Shiga Prefecture. Arkiverad från originalet den 24 augusti 2007. https://web.archive.org/web/20070824081149/http://www.pref.shiga.jp/english/biwako/koai/eng_02.htm. Läst 21 februari 2008.
3. 1 2 3 4 5 6 7 8 9  Peter Hagget, red (1994). Japan och Korea. Köpenhamn: Bonniers
4. 1 2 3  Hugh Johnson (1973). Träd från hela världen. Generalstabens Litografiska Anstalts förlag
5. 1 2 3 4  Jacques Pezeu-Massabuau (1997). Vad jag vet om Japans Geografi. Alhambra Förlag AB
6. ↑  Motokawa & Kajihara, red (2016). ”Mammals in the Japanese Archipelago”. Species Diversity of Animals in Japan. Springer. sid. 51
7. 1 2  ”Raccoon dog (Nyctereutes procyonoides)”. Canid Specialist Group. Arkiverad från originalet den 5 oktober 2006. https://web.archive.org/web/20061005122654/http://www.canids.org/SPPACCTS/raccoond.htm.
8. ↑  Brent Huffman. ”JAPANESE SEROW”. Arkiverad från originalet den 19 augusti 2003. https://web.archive.org/web/20030819160528/http://www.ultimateungulate.com/serowjapan.html.
9. ↑  Koji Tagi. ”Broadbill -Birdwatcher's site”. Arkiverad från originalet den 6 april 2003. https://web.archive.org/web/20030406213123/http://members.tripod.co.jp/bluebonnet/japanesee.htm.
10. ↑  ”World animal protection”. Arkiverad från originalet den 25 november 2014. https://archive.is/20141125194605/http://www.worldanimalprotection.se/arbetsomraden/valar/lander_trotsar_forbud.aspx. Läst 25 november 2014.